# العلاقات الجزائرية البنغالية
العلاقات الجزائرية البنغلاديشية هي العلاقات الدبلوماسية بين جمهورية الجزائر الديمقراطية الشعبية و‌جمهورية بنغلاديش الشعبية. شاركت الجزائر بشكل كبير في دخول بنغلاديش كعضو في منظمة التعاون الإسلامي بعد استقلالها عن باكستان في عام 1971.

## التاريخ
اعترفت الجزائر ببنغلادش في ديسمبر 1971، بعد وقت قصير من استقلالها في مارس من ذلك العام. يذكر ان العلاقات بين البلدين أقيمت في عام 1973 بعد أن قام رئيس جمهورية بنغلاديش موجيبور الرحمن بزيارة الجزائر التي استضافت قمة دول حركة عدم الانحياز. وفي عام 1974، توجه الرئيس الجزائري هواري بومدين إلى دكا في زيارة رسمية. وفي نفس العام زار بومدين لاهور عاد إلى باكستان للقاء رئيس الاجتماع بنغلاديش أول قمة لمنظمة التعاون الإسلامي. وقد قامت الجزائر بدور كبير في تشجيع بنغلاديش على دخول هذه المنظمة في ذلك العام. الجزائر ليس لديها سفارة في دكا، ولكن هناك إرادة سياسية لإقامة سفارة هناك.
بنغلاديش لديها سفارة في الجزائر العاصمة لتشغيل المصالح بنغلاديش هناك.

## التعاون الإقتصادي
تجدر الإشارة إلى أن العلاقات الاقتصادية بين بنغلاديش والجزائر تشهد ارتفاعا منذ بداية القرن الحادى والعشرين، وإن البلدين يبدوان اهتماما بتوسيع العلاقات والاعلانات والاجراءات. الصيدلانية المنتجات، جلد والميلانين التي بنغلاديش عن تقديره المنتجات الجزائر مع الإمكانيات التجارية العالية. قيمة الصادرات من بنغلاديش إلى الجزائر في 2014 بلغت 15,9 مليون دولار أمريكي، وجميع المنتجات بشكل رئيسي المنسوجات والأحذية. بلغت قيمة الصادرات من الجزائر إلى بنغلاديش في ذلك العام 112,000 دولار فقط، ولم تشمل سوى الفواكه الاستوائية.